# Pseudopeltistroma kyusyuense
Pseudopeltistroma kyusyuense är en svampart som beskrevs av Katum. 1975. Pseudopeltistroma kyusyuense ingår i släktet Pseudopeltistroma, divisionen sporsäcksvampar och riket svampar.   Inga underarter finns listade i Catalogue of Life.